# Svatolucijská kuchyně

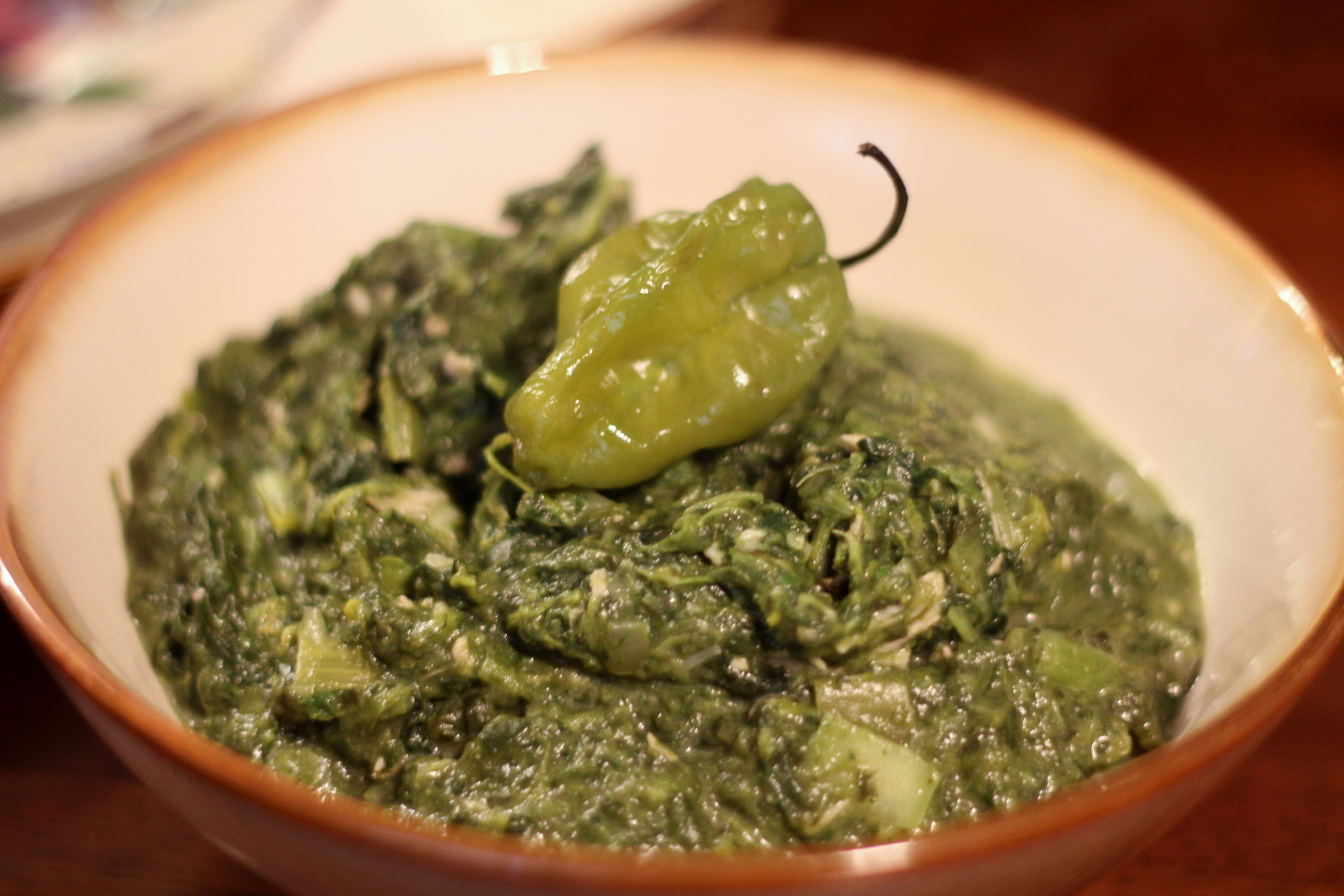
Callaloo

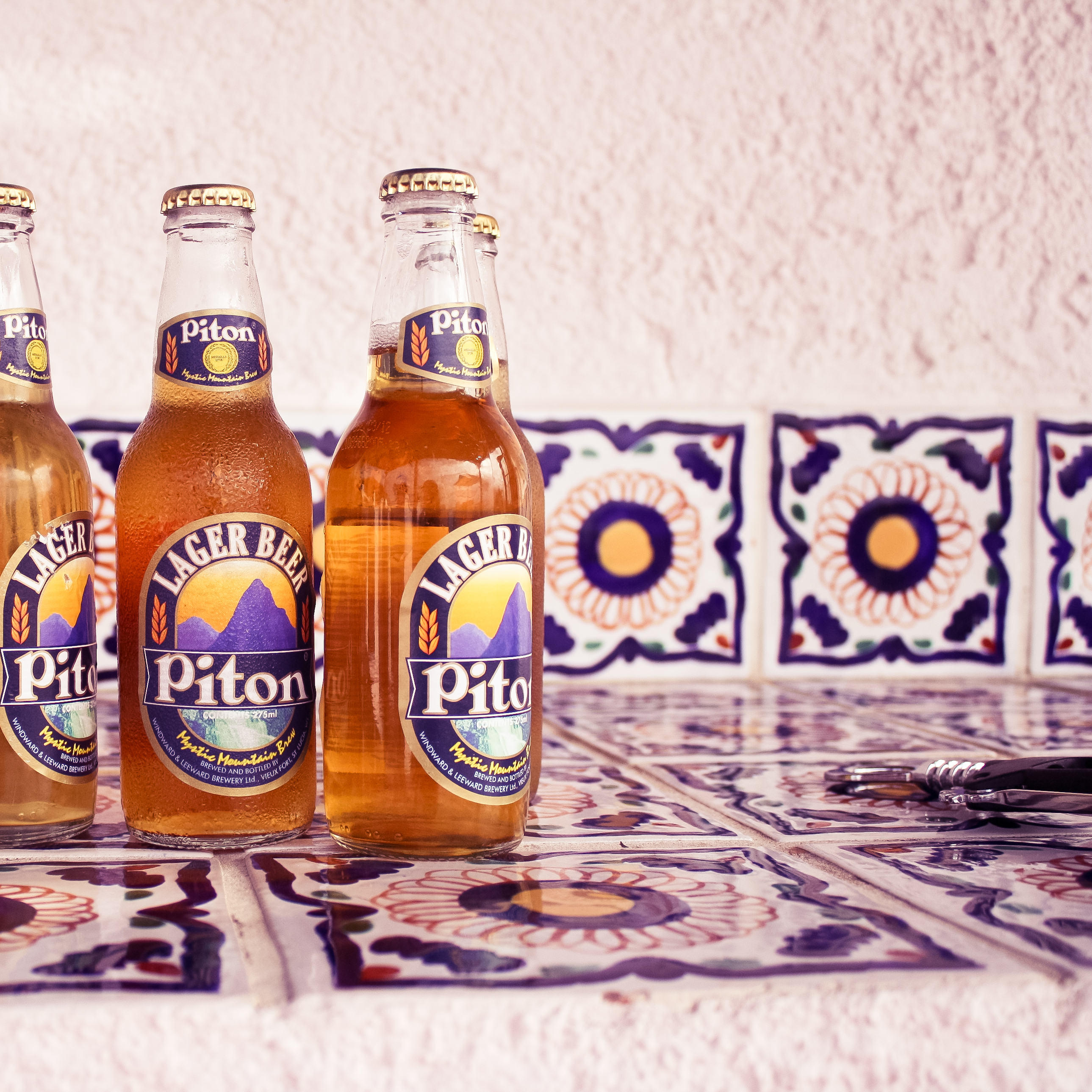
Piton, svatolucijská značka piva

Svatolucijská kuchyně (anglicky: Saint Lucian cuisine) je kombinací karibské, francouzské a britské kuchyně.

## Příklady svatolucijských pokrmů a nápojů
Příklady svatolucijských pokrmů a nápojů:
- Green figs and saltfish, směs zelených banánů a nasolovaných ryb
- Bouyon, polévka z fazolí a kořenové zeleniny
- Callaloo, pokrm z dušených listů taro (kolokázie jedlá)
- Accra, kousky ze směsi nasolovaných ryb a mouky
- Cocoa tea (kokosový čaj), teplý kořeněný nápoj z kokosu
- Rum[2]
- Pivo